# Krishnanattam

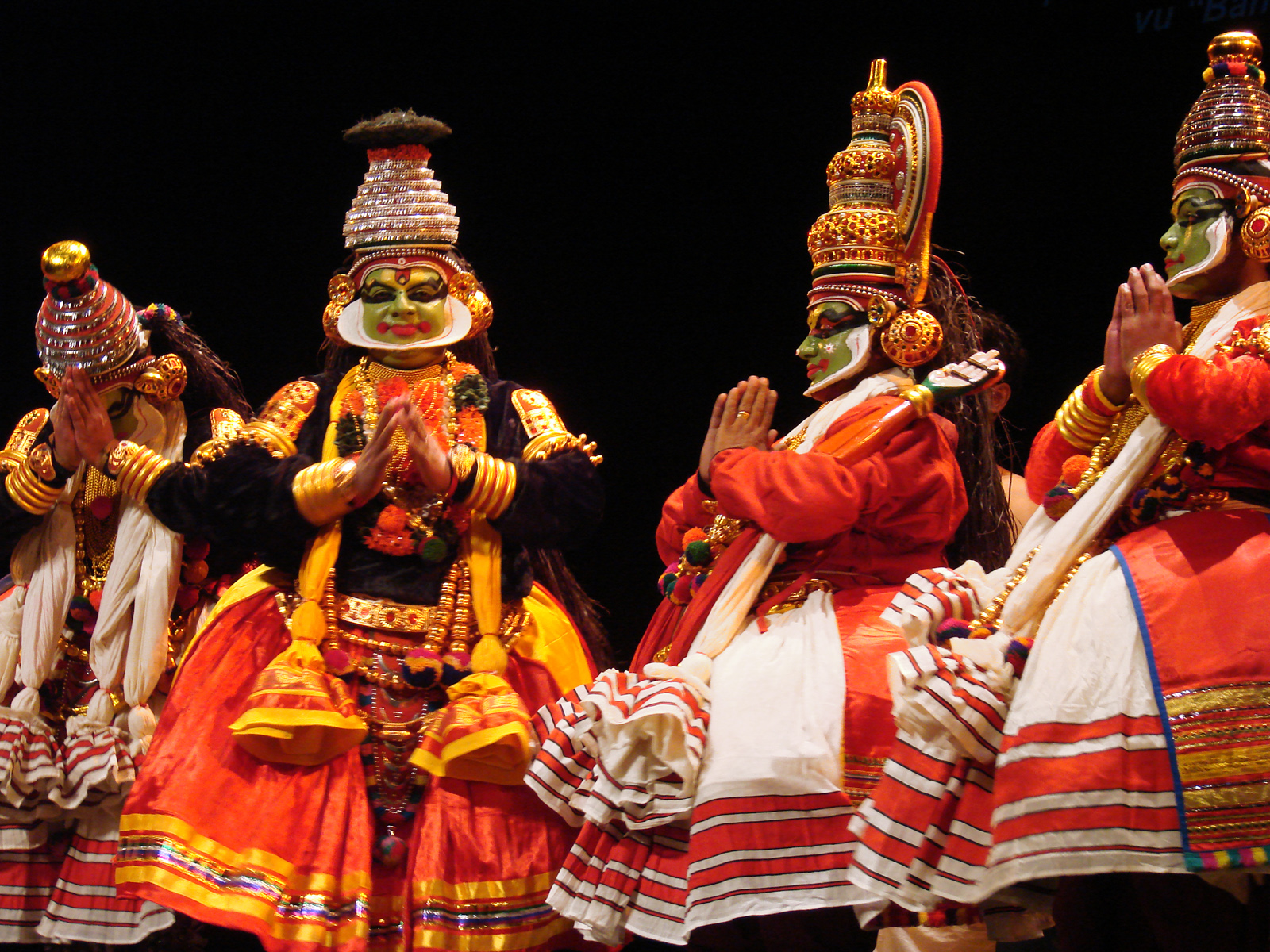
Krishnanattam

Krishnanattam, également nommé Krishnâttam (en malayalam : കൃഷ്ണനാട്ടം, IAST : Kṛṣṇanāṭṭaṃ), est un spectacle nocturne voué au culte du temple de Guruvayur. Au Kerala, les drames sont dansés uniquement par des hommes et de jeunes garçons.

## Galerie

Krishnanattam(കൃഷ്ണനാട്ടം)
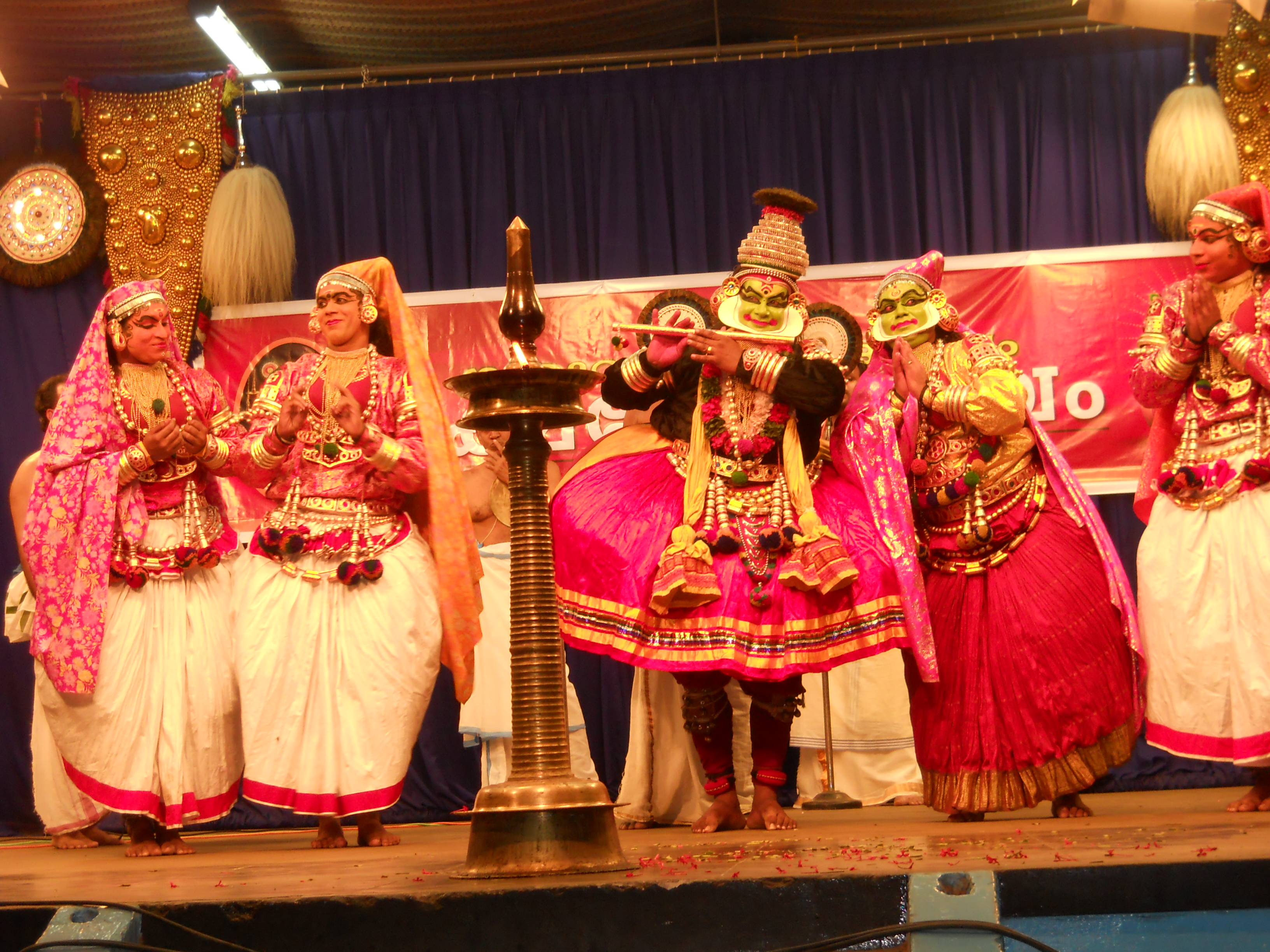
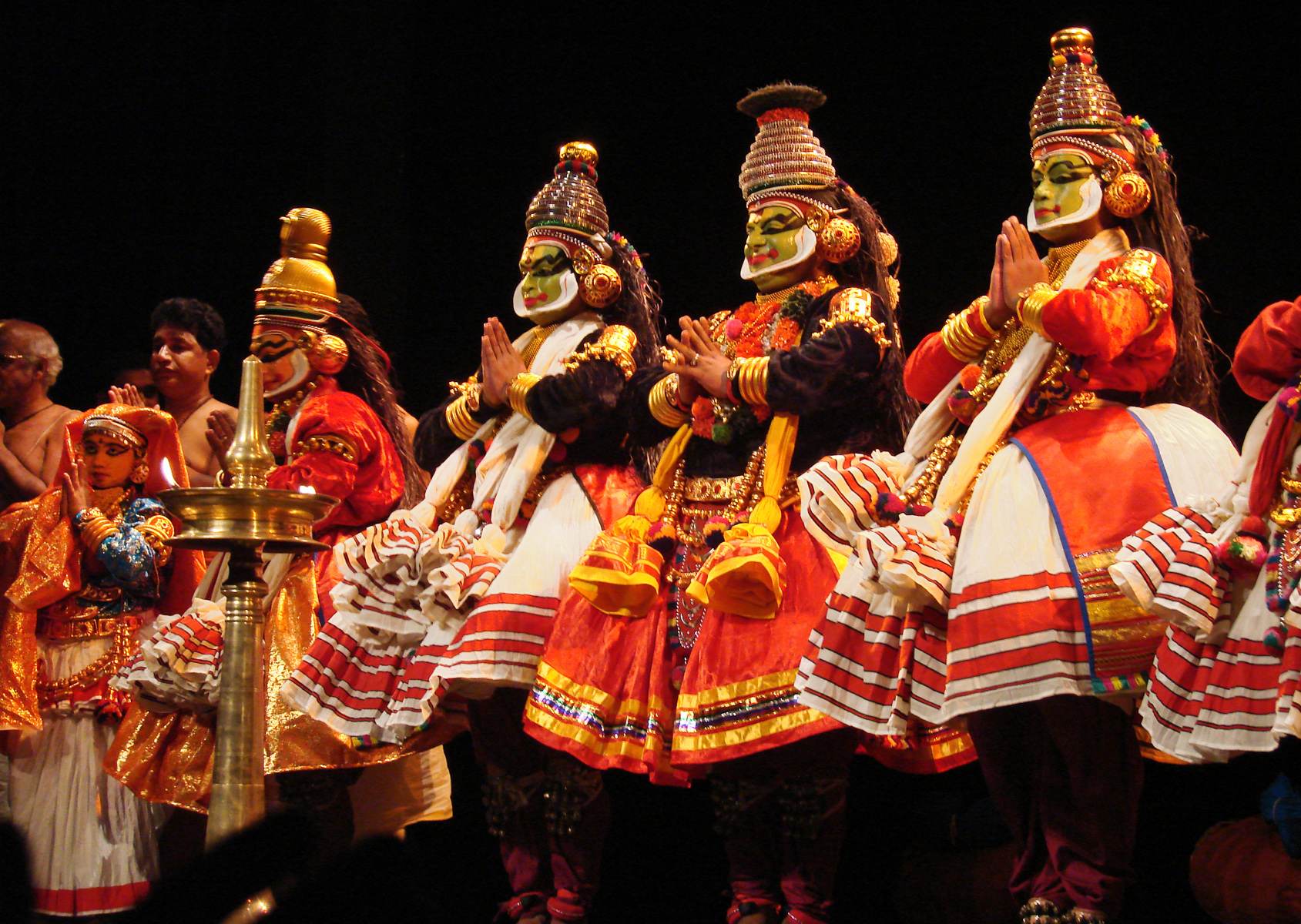
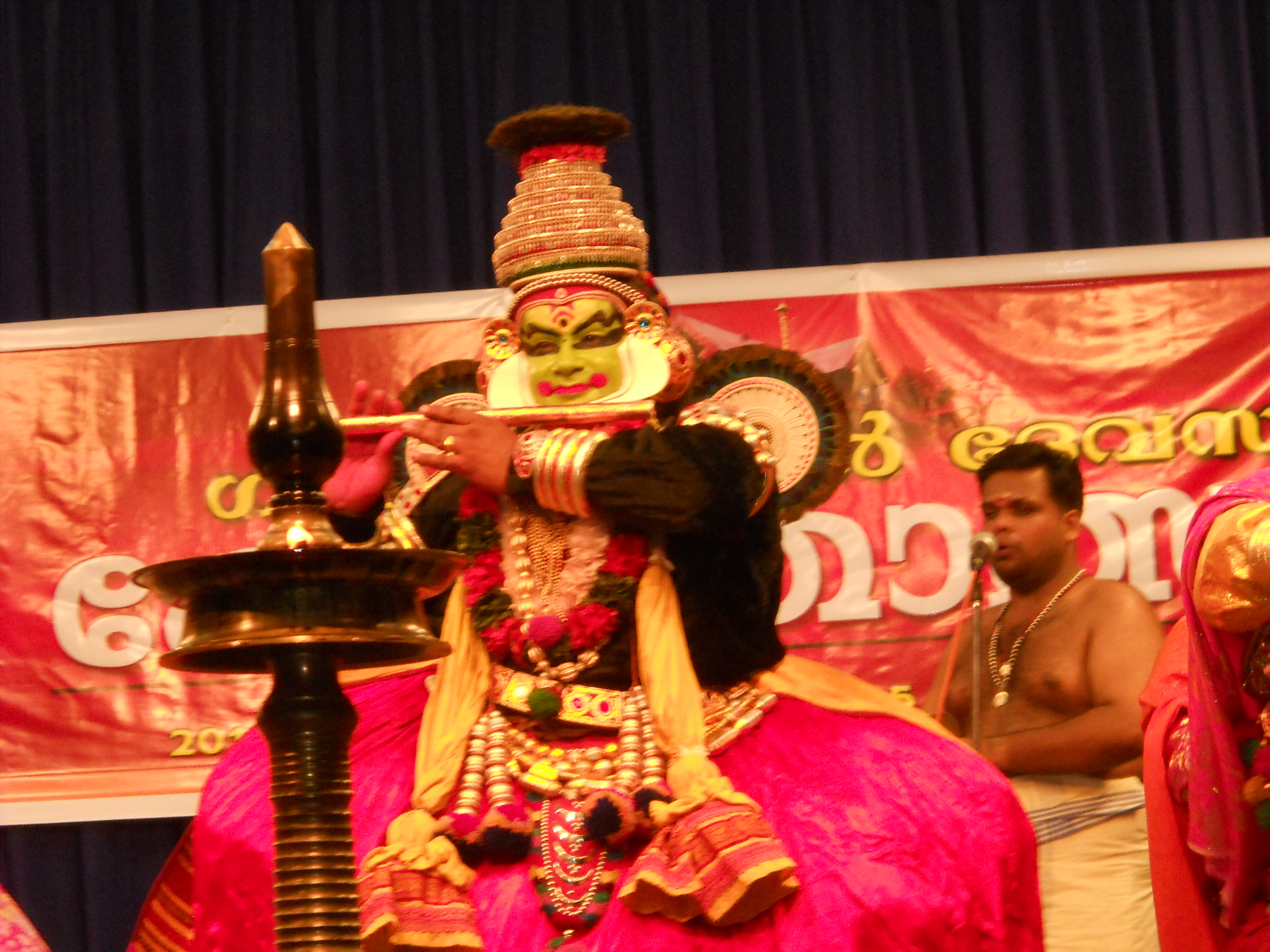